# Cat's in the Cradle
Cat's in the Cradle är en folkrocklåt från 1974 av Harry Chapin på albumet Verities & Balderdash. Singeln toppade Billboard Hot 100 i december 1974. Som Harry Chapins enda #1-hitlåt, blev den en av hans mest kända låtar, och en viktig låt inom folkrockmusiken.
Sångtexterna I verserna skrevs ursprungligen som en dikt av Harry Chapins fru, Sandy Chapin, som också räknas med som låtskrivare.
Dikten själv var inspirerad av den besvärliga relationen mellan Sandy Chapins första make, James Cashmore, och hans far, politiker i New York City. Hon var också inspirerad av en countrylåt hon hörde spelas i radio.

## Historien
Låten berättas ur perspektivet från en pappa som är för upptagen för att tillbringa tid med sin son. Då sonen tjatar att följa med på barn-aktiviteter, svarar hans pappa med att lova att göra det senare, med bilder från barnvisor.  Då han vill tillbringa tid med sin pappa, fortsätter sonen beundra honom.  Detta formar sonens framtida beteende, vilket visas i textraden "But we'll get together then, Dad".  Ugly Kid Joes coverversion ändrar inte texten, men den grammatiska strukturen I refrängen från "When you coming home?" / "Son, I don't know when ..." till "When you coming home, son?" / "I don't know when ..."  I sista versen ändras rollerna, pappan ber nu sin vuxne son att besöka honom, men sonen svarar som pappan sa.  Pappan tänker då att de är lika.
Refrängen refererar till följande barnvisor: 
- Hey Diddle Diddle
- Little Boy Blue
- Man in the Moon

Låten har spelats in av flera andra, som Johnny Cash och Ugly Kid Joe. Den översattes till norska och spelades in av Finn Kalvik, som "Ride Ranke". Denna version ligger i sin tur till grund för den svenska versionen, "Rida ranka", som sjungits in av Totte Wallin.
Låten har varit med i bland annat Shrek den tredje.